# منطقه شرقی (غنا)
استان شرقی (به لاتین: Eastern Region) یک استان در غنا است که در جنوبشرقی این کشور واقع شده‌است.

## خصوصیات
استان شرقی ۱۹٬۳۲۳ کیلومترمربع مساحت و ۲٬۶۳۳٬۱۵۴ نفر جمعیت دارد.